# 羽冠苓菊
羽冠苓菊（学名：Jurinea pilostemonoides）是菊科苓菊属的植物，为中国的特有植物。分布于中国大陆的新疆等地，生长于海拔1,000米至1,300米的地区，一般生长在沙地，目前尚未由人工引种栽培。